# Francesco Maione
Francesco Maione (Pozzuoli, 18 dicembre 1963) è un medico e politico italiano.

## Biografia
Laureato in medicina e chirurgia, svolge la professione di medico.
Nella XIII legislatura sostituisce il dimissionario collega di partito Luigi Cesaro. Alle elezioni politiche del 2001 è eletto deputato con la lista Abolizione scorporo collegata a Forza Italia. Dal 2001 al 2005 è stato segretario della VIII Commissione ambiente, territorio e lavori pubblici.